# La Barraca de Vilamarí (Avià)
La Barraca de Vilamarí és una masia situada a l'entorn de Vilamarí, al municipi d'Avià, al Baix Berguedà. Ha estat inventariada per la Generalitat de Catalunya com a patrimoni cultural amb el número d'inventari 3013 (1983) i per la Diputació de Barcelona amb el número de fitxa 08011/42. En aquest últim té com a fitxes associades la de Vilamarí 808011/41) i la de la Serra de Vilamarí (08011/43).

## Situació territorial i masies properes
La Barraca de Vilamarí està situada al camí que uneix el nucli d'Avià amb Vilamarí, a l'antic camí ral d'Avià a Casserres, a la zona de Vilamarí.
La Barraca de Vilamarí està situada a prop de les masies de Vilamarí, de Vilanova, de Cubinsà, de Gurans i de Pagerols.

## Descripció i característiques
La Barraca de Vilamarí és una petita masoveria de la casa Vilamarí. Està construïda sobre roca.
Està orientada capa migjorn i està estructurada en una planta baixa i dos pisos. La teulada està coberta a dues aigües amb teula àrab. El parament està fet amb pedres irregulars no treballades que estan unides amb fang. En el seu origen tenia la forma clàssica de la masia, però a la façana s'hi ha afegit un cos. A la banda esquerra de la casa també hi ha un petit cobert adossat. La porta principal té una llinda de fusta. Les altres obertures de la casa són senzilles, petites i allindades amb marcs de pedra.
L'escala que puja al primer pis havia estat exterior però posteriorment s'hi va construir una caixa que sobresurt de la façana per tal d'integrar-la dins la casa. L'estructura és de tres crugies. A la planta baixa, en la que actualment hi ha habitacions, hi havia hagut la cort dels porcs. En aquesta hi ha alguns murs de tàpia a l'interior, a on es conserven les menjadores i la boca del forn.

## Història
No s'ha documentat la data de construcció de la casa, però es creu que havia pogut ser el mas Lavall o el mas Saura, que existien a prop de Vilamarí i que van ser deshabitats i derruïts el 1701. Es creu que les restes d'aquestes cases serviren per a construir la masoveria de la Barraca de Vilamarí a mitjans del Segle XVIII quan la zona era pròspera gràcies a l'auge de l'agricultura, cosa que també està reflectida en les ampliacions de la Masia de Vilamarí. Fins a mitjans de la dècada de 1980, la casa es va mantenir en règim de masoveria; a partir de llavors, es va llogar.